# 온다 스미레
온다 스미레(일본어: 恩田すみれ)는 1997년 1월~3월에 후지 TV 계열에서 방송된 드라마 《춤추는 대수사선》 및 그 극장판의 등장인물. 연기한 배우는 후카츠 에리.

## 프로필
- 완간서 형사과 절도계・순사부장
- 1971년 1월 11일생. O형. (생일, 혈액형은 후카츠와 같다.)
- 본적 : 도쿄도
- 자택 : 코토구(江東区江葉町)
- 최종학력 : 도쿄도립죠토고등학교 졸업
- 자격 : 유도 2단
- 특기 : 장거리 달리기, 몽타주 그리기

## 인물
아오시마 슌사쿠(배우: 오다 유지)와 같은 형사과이지만 아오시마가 소속된 강력계가 아닌 절도계 소속이다. 경찰관으로서 아오시마의 「선배」이기 때문인지 아오시마를 「아오시마 군」이라고 동기나 나이 어린 사람을 부르는 듯이 부르고 (아오시마가 3살 연상), 종종 아오시마와 같은 사건을 수사하기도 한다. "형사는 영웅이 아니야, 회사원이지.", "경찰서는 아파치 집단이 아니야. 회사지."라며 아오시마에게 「샐러리맨으로서의 형사」의 현실을 가르친 한 사람.
정의감 넘치는 여형사로 특히 여성이나 어린이 등이 관련된 사건에는 철저히 대응한다. 한 때(1994년, TV 시리즈로부터 약 3년 전) 스토커 노구치 타츠오에게 「핑크 사파이어」(춤추는 대수사선 세계에서의 가상의 애니메이션 캐릭터)와 닮았다는 이유로 스토킹을 당했다. 노구치를 체포하다가 팔에 상처를 입었고 이로 인해 결혼을 약속했던 상대와 헤어지게 되었다. 또한 이 사건으로 자신의 뒤에서 남자가 걷는 것을 무서워하게 되었다. 이런 경험에서 여자에게 폭력을 휘두르는 남자를 특히 적대시하는 경향이 있다. 또 상대가 상사(上司)라 하더라도 결코 굽히지 않는 의지를 갖고 있다. 강력계의 아오시마와 여러 사건으로 얽혀 있다.
아오시마의 말에 따르면 음식 이야기가 나오면 사람이 변한다. 또 출신이나 승진에 관심이 없다. 스튜어디스라고 속이고 미팅에 참가하거나 "남자가 없다", "바빠서 맛있는 걸 먹으러 못 가" 등 많은 푸념을 하면서도 경찰이라는 일에 대해서 나름대로의 삶의 보람을 느끼고 있다.
설정상으로는 '본인은 도쿄 출신이지만, 부모님은 현재 큐슈에 거주'하고 있다. 가을 스페셜에서 후카츠의 출신지(오이타 현) 방언으로 아버지와 통화하는 장면이 있었는데, 실은 연출 스탭이 스미레의 본적지가 도쿄라는 것을 잊어버린 명백한 연출 실수이다. 후에 카메야마 치히로 프로듀서가 "양친은 모두 오이타현 출신으로 도쿄에서 만나 결혼하게 되었다. 도쿄에 살면서 스미레를 낳았고, 집에서는 오이타 방언을 사용하고 있다. 현재 양친은 일 때문에 오이타에 있다."고 수정된 설정을 팬들과의 모임에서 말한 바 있다.
「팔에 난 큰 상처 때문에 여름에도 반팔을 입지 않는다」는 설정이 있었음에도 《춤추는 대서울선》에서는 반팔을 입고 있고 있으며 흉터도 보이지 않는다. 이는 정식 후편이라기 보다는 2002 FIFA 월드컵 기념 드라마 형식으로 한국 정보 방송이었기 때문에 중요시하지 않았던 것으로 보인다.
THE MOVIE2에서 범인에 의해 총상을 입었지만, 다행이 목숨에 지장은 없었다. 입원했을 때, 병원 안에서 도둑을 잡고, 5일 후에는 멀쩡히 돌아다니고, 하루에 다섯끼를 먹었다고 한다. 또 THE MOVIE 에서부터 5년 사이에 6개 도, 현에 걸친 대규모 소매치기 조직을 검거하여 경시총감상을 받았다. 외부 링크
THE MOVIE3에서는 아오시마가 경부보가 되어 강력계 계장으로 승진(직속은 아니지만 스미레는 아오시마의 부하의 위치가 되었다)했음에도 불구하고, 이전처럼 「아오시마 군」이라 부르고 있다. 자신의 건강에 대해 고민하는 아오시마를 걱정하고, 또 그 때문에 업무에 지장을 일으킨 아오시마를 나무라는 등 아오시마와의 관계는 여전하다. 하지만 영화 마지막 부분에서 아오시마의 부하에게 눈물을 흘리며 '아오시마 군의 뜻을 이어가'라고 비장하게 말하는 것으로 보아 그 마음 속에 어떤 생각이 확실히 생긴 것으로 그려지고 있다.

## 스미레의 의상
TV 시리즈 방송 당시에는 여러 색의 코트가 준비되어 있었으나, 이후에는 형사스러운 회색이나 흰색 계열의 코트만 입고 나오게 되었다. 또한 방송 초기에 등장했던 빨간 코트는 배우 후카츠 에리의 옷이다. 스미레는 이 외에도 점퍼나 카디건을 자주 입는다.

## 같이 보기
- 춤추는 대수사선
- 춤추는 대수사선 등장인물